# Clarens (Sudáfrica)
Clarens es una pequeña ciudad situada en las estribaciones de las montañas Maluti en la provincia de Estado Libre de Sudáfrica y apodada la "Joya del Eastern Free State". Se estableció en 1912 y lleva el nombre de la ciudad de Clarens en Suiza, donde el exiliado Paul Kruger pasó sus últimos días. Se encuentra a 336 km de Johannesburgo, 284 km de Bloemfontein, 389 km de Durban.

## Historia
Monumento de Naauwpoort
Una granja llamada "Leliehoek" (inglés: Lily Corner) fue comprada a Hermanus Steyn en 1910, y en 1911 Piet de Villiers vendió su granja "Naauwpoort" (situada cerca de la roca Titanic) a una empresa que quería establecer una aldea allí. Estas dos granjas se dividieron en tres y se vendieron por cincuenta libras cada una.
En 1912 se nombró una comisión para finalizar las negociaciones y se tomó la decisión de nombrar la aldea "Clarens" en honor a la influencia del presidente Paul Kruger en la zona. Esto ocurrió de la siguiente manera: durante la Guerra del Estado Libre-Basotho de 1865-1866, cinco "burgueses" del Transvaal fueron asesinados en el Estado Libre del Este, y como resultado se declaró la guerra contra el líder basotho, Moshoeshoe.
Paul Kruger, junto con un comando de burgueses, derrotó a los basotho en la batalla de Naauwpoortnek (cerca de Titanic Rock). El presidente Kruger pasó sus últimos días como exiliado voluntario en el atractivo pueblo de Clarens en Suiza, por lo que Clarens recibió su nombre de esta ciudad suiza. Se erigió un monumento en la granja "Ararat" a las afueras de Clarens, en honor a los cinco burgueses asesinados por los basotho el 29 de septiembre de 1865, durante el sitio de Naauwpoort. Este monumento se trasladó más tarde a Clarens y se colocó en la plaza central de la ciudad, donde se encuentra hasta el día de hoy.

## Turismo

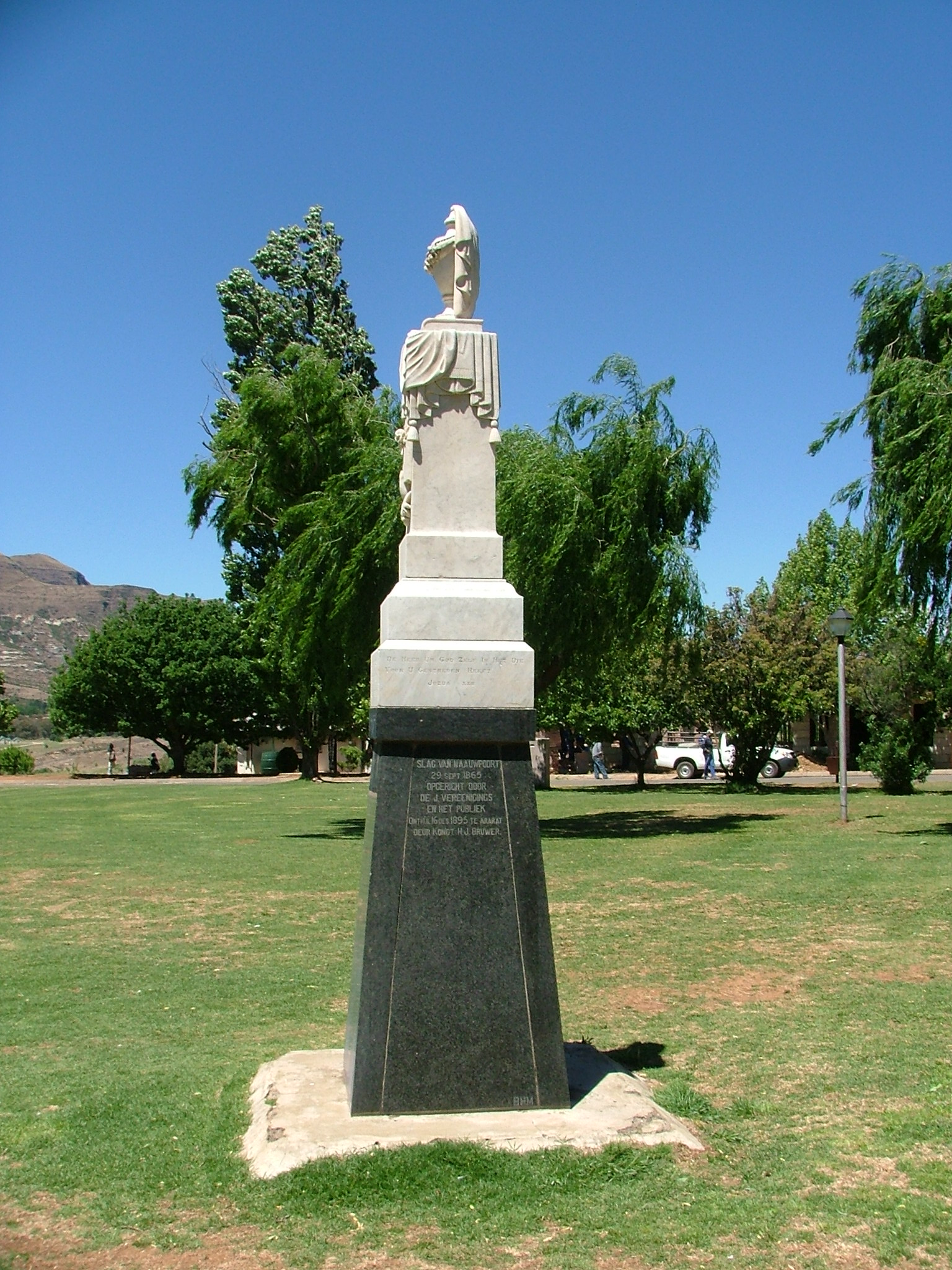
Monumento de Naauwpoort

Clarens es un refugio de artistas con muchos artistas conocidos que viven o frecuentan el pueblo, con muchas galerías de arte esparcidas por la plaza del pueblo y la ciudad. El ambiente tranquilo del pueblo combinado con vistas panorámicas y un clima templado ha hecho de Clarens una escapada popular para los habitantes de la ciudad de Johannesburgo, Bloemfontein y Durban, entre otros lugares. Clarens es conocida por sus espectaculares montañas de arenisca y su maravilloso clima; es uno de los lugares más pintorescos de Sudáfrica y recientemente ha sido aclamado como las mejores aguas para la pesca de truchas en Sudáfrica.
El parque nacional Golden Gate Highlands, con sus formaciones de arenisca y acantilados, se encuentra a 17 km de Clarens.
Cerca de Clarens se encuentra la salida del Proyecto de Agua de las Tierras Altas de Lesoto que trae agua dulce de Lesoto para alimentar el río As (‘eje’ en afrikáans porque un carro se rompió el eje al cruzar, pero se ha traducido por error al inglés como ‘ceniza’), Los ríos Liebenbergsvlei y Wilge desembocan en la presa de Vaal. El agua de la presa de Vaal se extrae, se trata y se bombea al área de suministro de Rand Water.
Clarens es parte de la ruta escénica Highlands y está rodeada de montañas. El Rooiberge es la cordillera que abarca el pueblo, mientras que más hacia el sureste se encuentran las montañas de Maluti en tonos púrpura y azul. A su alrededor se encuentran los acantilados de arenisca con sus capas multicolores: estos estratos horizontales son un rasgo característico de la zona. Muchas casas en Clarens Valley están hechas o revestidas de piedra arenisca.
Hay varios establecimientos que ofrecen alojamiento, incluidos bed & breakfast, casas de campo, albergues, mochileros y casas de huéspedes agrícolas en los alrededores.
Las actividades incluyen: equitación, rappel, senderismo, pesca con mosca, caza de fósiles, rafting y golf. La música en vivo a menudo se realiza los fines de semana.

### Fósiles de dinosaurios en Clarens
Los grandes dinosaurios del Jurásico vivieron en la parte oriental de Estado Libre hace unos 200 millones de años, cuando el gigante supercontinente sur, Gondwana, aún estaba intacto.

#### Descubrimiento de fósiles
Desde el 12 de enero de 2009, los restos de los dinosaurios más grandes jamás encontrados en suelo sudafricano fueron descubiertos en Clarens, una pequeña ciudad en Estado Libre (provincia). El Dr. Jonah Choineire, investigador principal del Instituto de Estudios Evolutivos, dijo que los restos de la gran criatura se encontraron entre la frontera de Lesoto y Sudáfrica, en las afueras de Clarens.
Los restos fueron descubiertos en un sitio de construcción del Esquema de almacenamiento y bombas Ingula, desarrollado por Eskom Holdings (Pty) Ltd. Se solicitó al Sr. Gavin Anderson, arqueólogo del proyecto, junto con el Dr. Gideon Groenewald, geólogo / paleontólogo, que ayudara con el registro de hallazgos fósiles en el sitio de construcción. Los sitios de las excavaciones fueron inspeccionados de manera continua durante la excavación del 12 de enero de 2009. Hasta la fecha (2017) se han registrado veinticinco sitios, donde se encontraron huesos fosilizados. Los restos de los vertebrados descubiertos estaban muy rotos y, lamentablemente, perturbados por las excavaciones.
Más tarde se registró un colmillo muy bien conservado de un reptil herbívoro, posiblemente un Dicynodon lacerticeps. El descubrimiento de fósiles óseos bien conservados en la cantera principal indicó que las lutitas intercaladas en la región pueden haber proporcionado información valiosa sobre la fauna del medio ambiente antiguo en esa región.
Eskom Holdings (Pty Ltd) proporcionó un contenedor para el almacenamiento de fósiles en el sitio. Se realizó una curación temporal de fósiles para ese almacenamiento. El Gorgonopsian y otros fósiles registrados hasta el 31 de enero de 2009 fueron transportados al Museo Nacional de Bloemfontein el 11 de marzo de 2009. Los nuevos hallazgos se almacenaron en el contenedor y solo los fósiles que necesitaban identificación urgente se transportaron a Bloemfontein.

#### Tipos de dinosaurios descubiertos
- Massospondylus

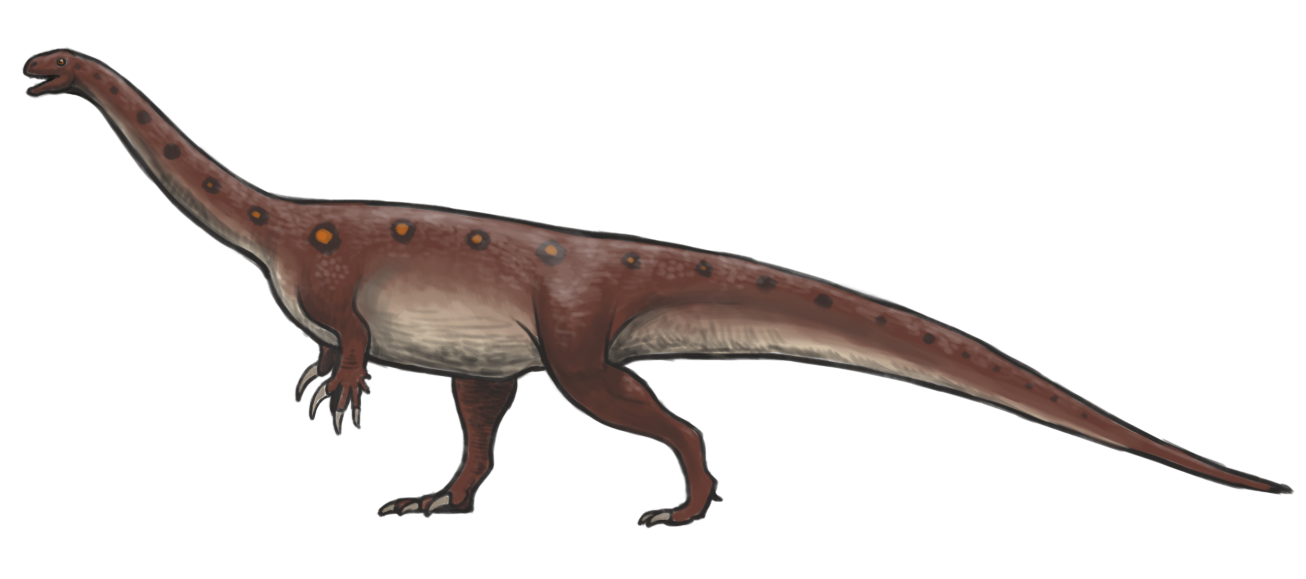
Reconstrucción simple de Massospondylus carinatus, el "prosaurópodo" del Jurásico temprano de África

El equipo descubrió los restos del dinosaurio más grande que camina en el sur de África, a saber, un huevo fosilizado de 190 millones de años de un dinosaurio Massospondylus. Este dinosaurio vivió en el Triásico Superior y el Jurásico Temprano, un período que va desde hace unos 230 millones de años hasta hace unos 185 millones de años. El Massospondylus deambulaba en grandes manadas, migrando de un lado a otro entre lo que millones de años más tarde se convertiría en el sur de África y Rusia, cuando el supercontinente sur, Gondwana, todavía estaba intacto. Las rocas que se depositaron durante este período se denominan Grupo de rocas Stormberg, y es en rocas del Grupo Stormberg donde se encontraron los fósiles de Massospondylus y otros dinosaurios. Los dinosaurios Massospondylus nacieron de huevos no mucho más grandes que un huevo de gallina, pero se convirtieron en criaturas grandes de 5 a 6 metros de largo. Tenían cuerpos grandes, cuellos largos y cabezas pequeñas y colas largas.
- Antetonitrus

Otra especie encontrada fue un saurópodo de 210 millones de años llamado Antetonitrus . Se encontró en el distrito de Ladybrand del Estado Libre (provincia). Los dinosaurios dominaron la Tierra durante unos 120 millones de años hasta el final del Período Cretácico, hace 65 millones de años.

#### Hoy
Con el descubrimiento de los fósiles, la pequeña ciudad de Clarens comenzó a ofrecer recorridos de dinosaurios de 2-3 horas para ver los fósiles. El Tour de Dinosaurios Clarens comienza con una amplia charla sobre geología y paleontología de la región. Luego, los espectadores tienen la oportunidad de ver una variedad de fósiles, desde dientes, garras y huesos de las extremidades de los gigantes prehistóricos, hasta las impresiones de hojas de helechos antiguos, mientras aprenden cómo era la Tierra durante ese período y cómo eran las diferentes capas de roca. formado. La charla es seguida por un viaje a un antiguo sendero, donde se pueden ver y seguir las huellas fosilizadas de dinosaurios.